# Linia Kałużsko-Riżskaja
Linia Kałużsko-Riżskaja (ros. Калу́жско-Ри́жская; pol. kałusko-ryska) – linia metra moskiewskiego oddana do użytku 1 maja 1958. Linia ma długość 37,8 km i liczy 24 stacje. Biegnie od północy do południa miasta. Na mapie oznaczana numerem 6 i pomarańczowym kolorem.

## Rozwój
Linia Kałużsko-Riżskaja powstała jako pierwsza w nowej epoce, podczas destalinizacji Chruszczowa. Gdy w 1954 roku ukończono linię okrężną zwrócono uwagę na skomunikowanie obrzeży miasta poprzez linie odchodzące promieniście. Pierwszym takim promieniem stał się odcinek Ryski zmierzająca na północ od Prospektu Mira, koło dworca Ryskiego aż do Centrum Wystawowego. Budowę rozpoczęto w połowie lat 50. a już w 1958 roku stacje były gotowe. Skrócenie czasu budowy było możliwe m.in. dzięki zmniejszeniu wymiarów sklepienia stacji z 9,5 do 8,5 m. Jednocześnie rozpoczęto budowę odcinka Kałużskiego biegnącego na południowy wschód od stacji Oktiabrskaja do nowo powstałych "dzielnic-sypialni"  w rejonie Czeriomuszki.
Początkowo uważano, że taki system będzie wystarczający, jednakże dynamiczny napływ pasażerów zrewidował ten błąd i rozpoczęto budowę fragmentu łączącego oba odcinki, z kilkoma stacjami przesiadkowymi, m.in. stacją Kitaj-gorod, która jako pierwsza w systemie metra zbudowana została jako podwójna. Po połączeniu w 1971 roku rozpoczęto planowanie rozwoju linii na końcach. ostateczna rozbudowa zakończyła się w 1990 roku.
Obecnie linia nie jest rozbudowywana, jednakże na przestrzeni czasu pojawiały się plany rozbudowy m.in. rozwój aż do miasta Mytiszczi, połączenie z linią Sierpuchowsko-Timiriaziewskają na stacji Annino i budowa stacji Jakimanka (Якима́нка) pomiędzy stacjami Tretjakowskaja i Oktiabrskaja w celu połączenia ze stacją Polianka powyższej linii. Najnowszym pomysłem jest połączenie z naziemną linią Butowską.

## Odcinki i zmiany nazwy
Budowa linii zaczęła się w połowie lat 50.
Poszczególne odcinki były otwierane w kolejności:
- 1 maja 1958 – Prospekt Mira - WDNCh (4,5 km, 4 stacje)
- 13 października 1962 – Oktiabrskaja - Nowyje Czeriomuszki (8,1 km, 5 stacji)
- 15 kwietnia 1964 – Nowyje Czeriomuszki - Kałużskaja (1,5 km, 1 stacja) – do 12 sierpnia 1974 stacja końcowa mieściła się na zajezdni  Kałużskaja
- 3 stycznia 1971 – Oktiabrskaja - Kitaj-Gorod (3,8 km, 2 stacje)
- 31 grudnia 1971 – Kitaj-Gorod - Prospekt Mira (2,9 km, 2 stacje)
- 12 sierpnia 1974 – Nowyje Czeriomuszki - Bielajewo (3,6 km, 2 stacje)
- 29 września 1978 – WDNCh - Miedwiedkowo (8,1 km, 4 stacje)
- 5 listopada 1980 – otwarcie stacji Szabołowskaja na odcinku Oktiabrskaja - Nowyje Czeriomuszki
- 6 listopada 1987 – Bielajewo - Tiopłyj Stan (3,0 km, 2 stacje)
- 17 stycznia 1990 – Tiopłyj Stan - Nowojasieniewskaja (3,6 km, 2 stacje)

Zmiany nazw stacji:
- WDNCh - do 12 grudnia 1959 WSChW (ВСХВ)
- Aleksejewska - do 20 czerwca 1966 Mir (Мир), do 5 listopada 1990 Szczerbakowskaja (Щербаковскую)
- Prospekt Mira - do 20 czerwca 1966 Botaniczeskij sad (Ботанический Сад)
- Suchariewskaja - do 5 listopada 1990 Kołchoznaja (Колхозная)
- Tretjakowskaja - do 4 listopada 1983 Nowokuzneckaja (Новокузнецкая)
- Kitaj-Gorod - do 5 listopada 1990 Płoszczad Nogina (Площадь Ногина)
- Nowojasieniewskaja - do 1 czerwca 2009 Bitcewskij Park (Битцевский Парк)

Linia jest obsługiwana przez dwie zajezdnie - TCz-5 Kałużskoje (ТЧ-5 «Калу́жское») i TCz-10 Swibłowo (ТЧ-10 «Свиблово»).

## Lista stacji
| #  | Nazwa (cyrylica)   | Nazwa (trb. łacińska) | Otwarcie | Możliwe przesiadki (linia)             | Możliwe przesiadki (stacja)      |
| -- | ------------------ | --------------------- | -------- | -------------------------------------- | -------------------------------- |
| 1  | Медведково         | Miedwiedkowo          | 1978     | –                                      | –                                |
| 2  | Бабушкинская       | Babuszkinskaja        | 1978     | –                                      | –                                |
| 3  | Свиблово           | Swibłowo              | 1978     | –                                      | –                                |
| 4  | Ботанический Сад   | Botaniczeskij sad     | 1978     | Moskiewski pierścień centralny         | Botaniczeskij sad                |
| 5  | ВДНХ               | WDNCh                 | 1958     | Moskiewska kolej jednoszynowa          | Wystawocznyj centr               |
| 6  | Алексеевская       | Aleksejewskaja        | 1958     | –                                      | –                                |
| 7  | Рижская            | Riżskaja              | 1958     | Bolszaja Kolcewaja Kursko-Riżska       | Riżskaja Riżskaja                |
| 8  | Проспект Мира      | Prospiekt Mira        | 1958     | Kolcewaja                              | Prospiekt Mira                   |
| 9  | Сухаревская        | Suchariewskaja        | 1971     | –                                      | –                                |
| 10 | Тургеневская       | Turgieniewskaja       | 1971     | Sokolniczeskaja Lublinsko-Dmitrowskaja | Czistyje prudy Sretenskij Bulwar |
| 11 | Китай-Город        | Kitaj-gorod           | 1971     | Tagansko-Krasnopriesnienskaja          | Kitaj-gorod                      |
| 12 | Третьяковская      | Trietjakowskaja       | 1971     | Zamoskworieckaja Kalininskaja          | Nowokuznieckaja Trietjakowskaja  |
| 13 | Октябрьская        | Oktiabr´skaja         | 1962     | Kolcewaja                              | Oktiabr´skaja                    |
| 14 | Шаболовская        | Szabołowskaja         | 1980     | –                                      | –                                |
| 15 | Ленинский Проспект | Leninskij prospiekt   | 1962     | Moskiewski pierścień centralny         | Płoszczad´ Gagarina              |
| 16 | Академическая      | Akadiemiczeskaja      | 1962     | –                                      | –                                |
| 17 | Профсоюзная        | Profsojuznaja         | 1962     | –                                      | –                                |
| 18 | Новые Черемушки    | Nowyje Czeriomuszki   | 1962     | –                                      | –                                |
| 19 | Калужская          | Kałużskaja            | 1974     | Bolszaja Kolcewaja                     | Woroncowskaja                    |
| 20 | Беляево            | Bielajewo             | 1974     | –                                      | –                                |
| 21 | Коньково           | Końkowo               | 1987     | –                                      | –                                |
| 22 | Тёплый Стан        | Tiopłyj Stan          | 1987     | –                                      | –                                |
| 23 | Ясенево            | Jasieniewo            | 1990     | –                                      | –                                |
| 24 | Новоя́сеневская     | Nowojasieniewskaja    | 1990     | Butowskaja                             | Bitcewskij park                  |

## Galerie

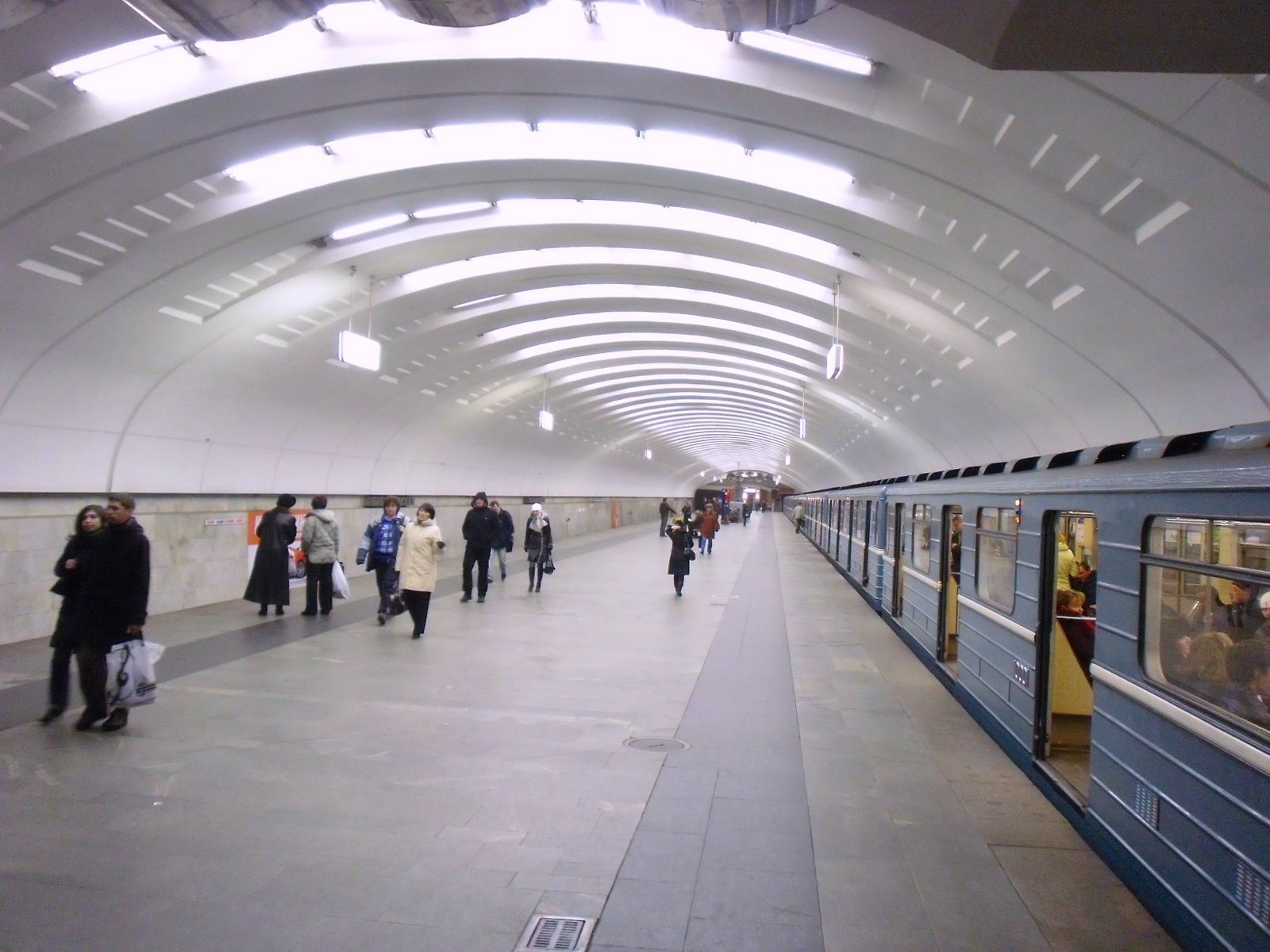
Stacja Babuszkinskaja
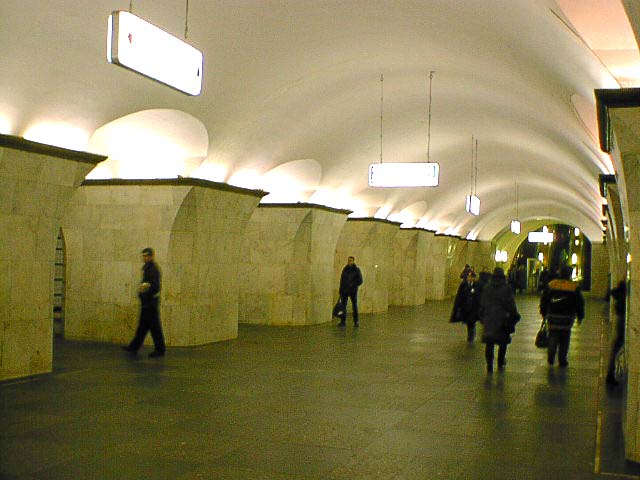
Stacja Prospekt mira
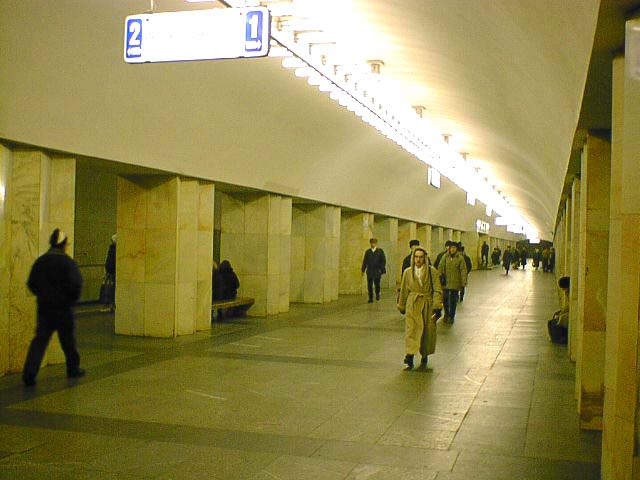
Stacja Kitaj-Gorod
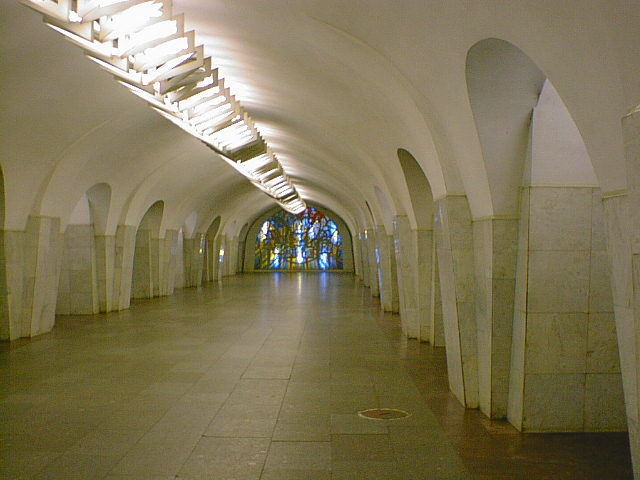
Stacja Szabołowska
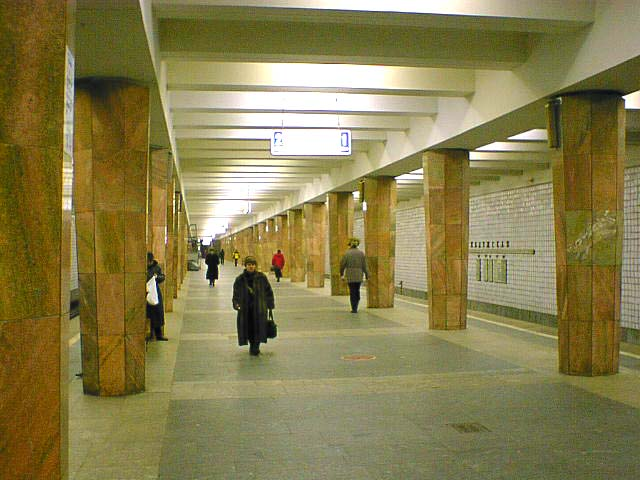
Stacja Kałużska